# 归系
歸系（?—?），唐朝蘇州（今江蘇蘇州）人。
歸仁紹之子，歸佾之弟。唐哀帝天祐二年（905年）乙丑科状元。归仁绍为咸通十年（869年）状元，歸黯為唐昭宗景福元年（892年）壬子科狀元。歸佾是唐昭宗光化四年（901年）辛酉科状元。父子皆狀元出身，一门五状元，古今罕见。歸系於正史無傳，事迹失考。